# Juan Urdangarin y Borbón
Juan Urdangarin y Borbón, grand d'Espagne, né le 29 septembre 1999 à Barcelone, en Espagne, est le premier enfant de l'infante Cristina, et de son ex-époux Iñaki Urdangarin. Petit-fils du roi Juan Carlos Ier, Juan occupe actuellement la septième place dans l'ordre de succession au trône.

## Biographie

### Naissance, baptême et confirmation
Prénommé Juan, le premier enfant de doña Cristina de Borbón y Grecia naît le 29 septembre 1999, à 2 heures 10 du matin, dans la clinique Teknon, située dans le district de Sarrià-Sant Gervasi (es) de Barcelone ; deuxième petit-fils de Juan Carlos, la présentation publique du jeune garçon, dans les jardins de la clinique, attire une foule de journalistes et d'anonymes, deux jours plus tard. 
Le 12 décembre 1999, trois mois après sa naissance, il est baptisé au palais de La Zarzuela par l'archevêque de Madrid, le cardinal Antonio María Rouco Varela, avec, selon la tradition espagnole, de l'eau provenant du Jourdain. Le garçonnet a alors pour marraine sa tante maternelle, la duchesse de Lugo, et pour parrain l'unique frère d'Iñaki, Mikel. À l'occasion de son baptême ses prénoms sont aussi rendus publics : Juan, en l'honneur de son arrière-grand-père maternel, le comte de Barcelone, ainsi que de ses deux grands-pères ; Valentín, en référence à saint Valentin de Berriochoa, missionnaire biscayen, qui serait apparenté à la famille Urdangarin ; et l'ajout « de Todos los Santos », une tradition répandue chez les Bourbons d'Espagne.
Le 23 mai 2009, en présence de toute la famille royale et de leurs parrains et marraines respectifs, Juan et son frère Pablo font leur communion ensemble, en l'église des Capucins de Sarrià, à Barcelone,.

### Éducation et vie professionnelle
Après avoir démarré, en 2002, sa scolarité dans le quartier Pedralbes, à Barcelone, où sa famille résidait, Juan intègre le lycée Rochambeau, un lycée français dans la banlieue de Washington, après un déménagement en août 2009. Une fois revenu dans la capitale de la Catalogne, en août 2012, il intègre à nouveau le lycée français de Barcelone, ; depuis le départ de la famille de Barcelone, après l'affaire Nóos, il fréquente l'École internationale de Genève,. Il s'inscrit ensuite à l'Université de l'Essex afin d'obtenir une licence en relations internationales. Depuis 2022, il vit et travaille à Londres dans une compagnie de voitures électriques.

## Famille
Juan Urdangarin y Borbón est le premier enfant d’Iñaki Urdangarin y Liebaert (1968), deux fois médaillé de bronze, avec son équipe, aux Jeux olympiques de 1996 et de 2000, et de son épouse l’infante doña Cristina d'Espagne (1965), duchesse de Palma-de-Majorque (de 1995 à 2015). Par son père, Juan est le petit-fils de Juan Urdangarin Berriochoa (es) (1932-2012), ingénieur industriel basque et militant du Parti nationaliste basque (EAJ), et de son épouse d'origine belge, Claire Liebaert (1935),. Du côté maternel, don Juan est lié à la maison de Bourbon puisque son grand-père le roi Juan Carlos Ier (1938) y appartient, mais également, au travers de sa grand-mère maternelle la reine Sophie (1938), née princesse de Grèce et de Danemark, à la maison de Schleswig-Holstein-Sonderbourg-Glücksbourg, une dynastie d’origine dano-allemande qui a régné sur la Grèce aux XIXe et XXe siècles.
Aîné de la fratrie, Juan a pour frères et sœur Pablo (2000), Miguel (2002), et Irene (2005) ; il est aussi le cousin de la princesse Leonor, princesse des Asturies, et de l'infante Sofía.

## Titulature
- depuis le 29 septembre 1999 : Son Excellence don Juan Urdangarin y Borbón, grand d’Espagne

En tant qu'enfant d'une infante d'Espagne, Juan est intégré dès sa naissance à la grandesse d'Espagne ; il reçoit d'ailleurs le prédicat d'excellence et le titre d'appel de don, conformément à l’article 4 du décret royal 1368/1987 du 6 novembre 1987.